# Sörgårdsidyll

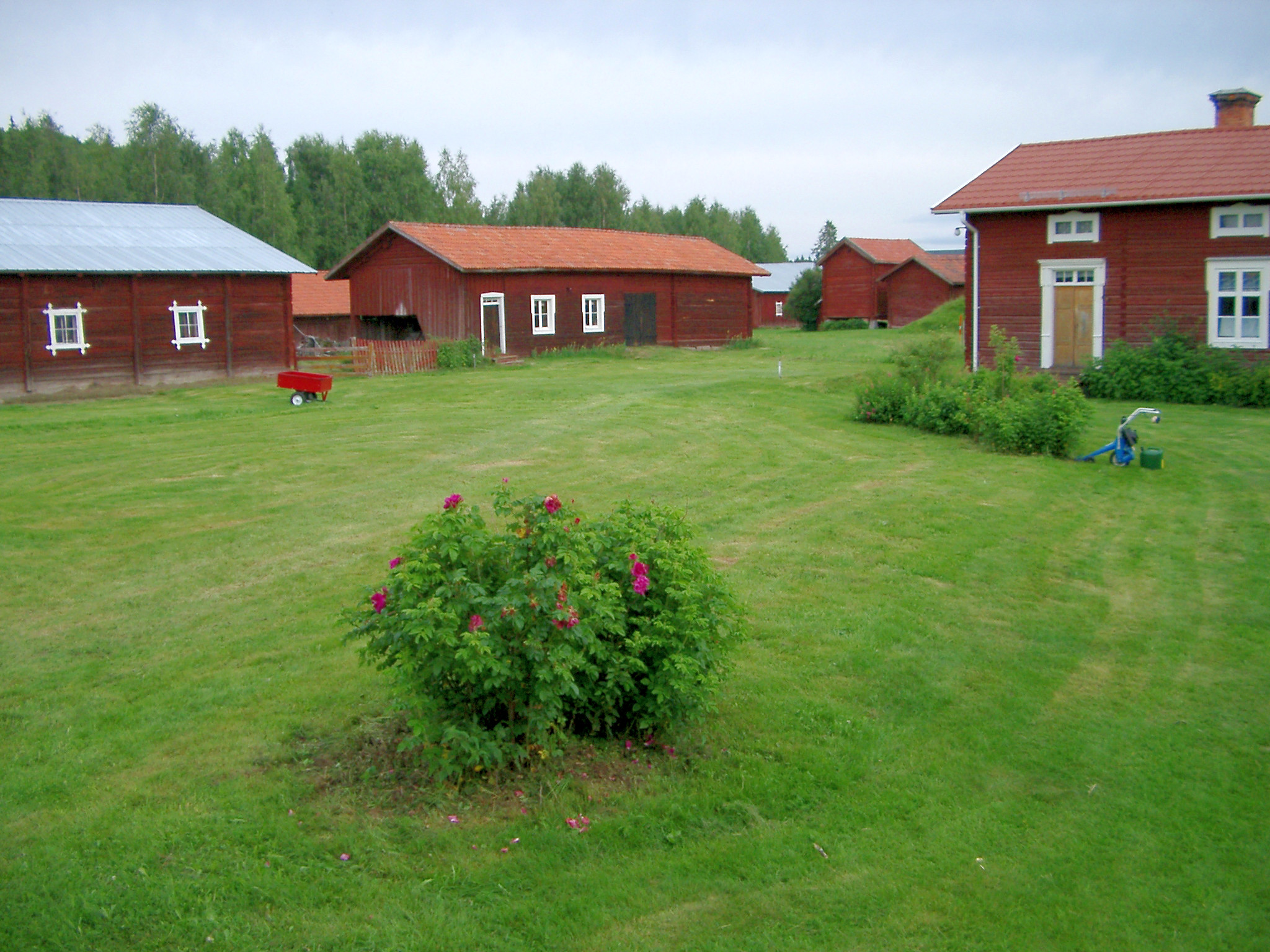
Röda stugor i Sverige

Begreppet sörgårdsidyll har sitt ursprung i Anna Maria Roos läsebok "Sörgården", som lästes av Sveriges småskolebarn i flera decennier från 1912 då den utgavs första gången. Där skildras livet som utspelas kring den lilla röda bondgården med vitmålade knutar omgiven av idylliska björkar och ängar.
Med sörgårdsidyll avser man vanligtvis en mindre och ifrån händelsernas centrum avgränsad ort, där värderingarna skiftar i både positiv och negativ riktning, men framför allt strävar att slippa befatta sig med omvärldens realiteter och problem. När Sverige under 1900-talet stod utanför världskrigen kom hela Sverige ibland att beskrivas som en sörgårdsidyll. Detta synsätt har dock kritiserats när något allvarligt väl inträffat.
En liknande, dock något mer jordnära skildring av livet på landet återfinns i Astrid Lindgrens böcker om barnen i Bullerbyn, där det också finns en sörgård (samt norrgård och mellangård).